# Szlovákosítás

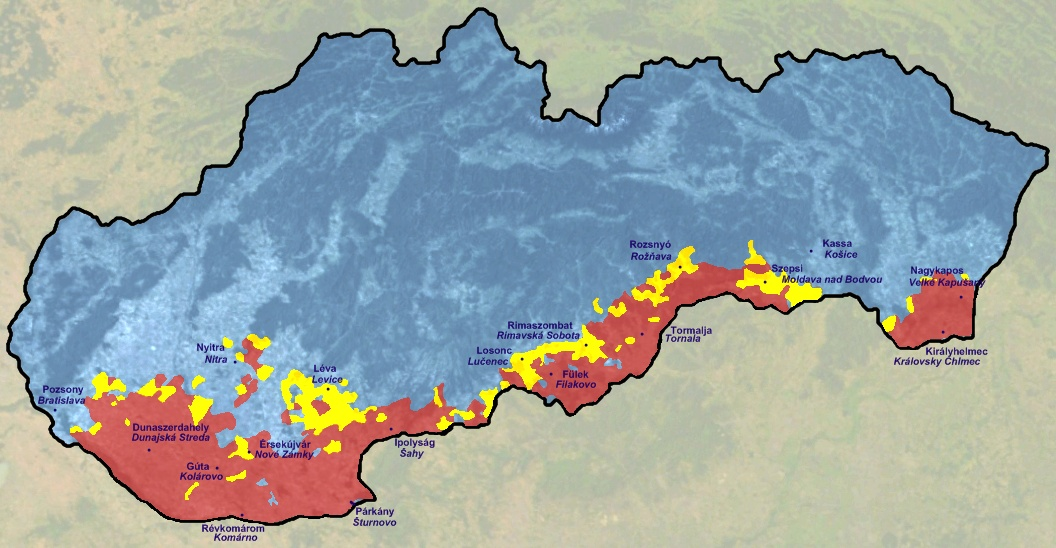
Magyarlakta területek Szlovákiában. A magyarok alkotják Szlovákia legnagyobb kisebbségét, 2011-ben 458 467 fő vallotta magát magyarnak, a teljes lakosság 8,49%-a.
50-100%
10-50%
0-10%

A szlovákosítás az az asszimiláló folyamat, amely során a Szlovák Köztársaságban élő nem szlovák nemzetiségek kénytelenek feladni kultúrájukat és nyelvüket a szlovák kultúra és nyelv javára. A folyamat elsősorban megfélemlítések és zaklatások következménye, esetleg az ettől való félelemből is eredhet. A múltban a folyamatot a kisebbségi jogok korlátozásával, figyelmen kívül hagyásával és a második világháborút követő etnikai tisztogatásokkal is gyorsították, de az utóbbi évtizedekben főként a kisebbségellenes rendelkezésekre és gyűlöletbeszédekre korlátozódott.
A folyamat a Szlovák Köztársaságban történik, ahol a szlovák nemzet abszolút többségben van. A szlovákosításról elsősorban a magyarokkal kapcsolatban beszélhetünk, de érinti a német, ukrán, ruszin, lengyel és zsidó kisebbségeket is. A cigány kisebbség elsősorban nyelvcserével (cigányról, magyarról) hasonul a szlováksághoz, hiszen a közép-európai posztkommunista társadalmak különböző okokból máig kirekesztőek a cigánysággal, mint népcsoporttal szemben.

## Magyarok

### Az első világháború után

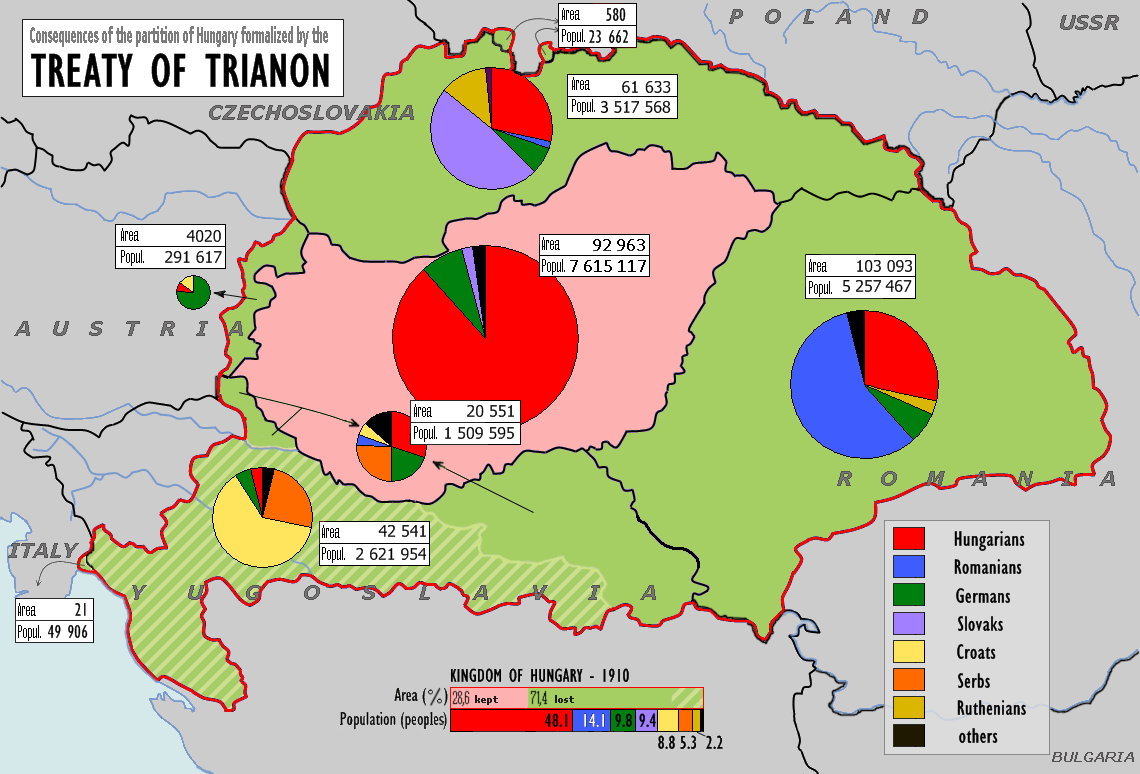
A trianoni békeszerződés értelmében Magyarország elveszítette területének több mint kétharmadát, lakosságának több mint felét, a tízmilliós magyarság egyharmadát (az 1910-es népszámlálási adatok alapján)

A szlovákosítás már a szlovák nemzet megjelenésétől kezdve jelen volt a Magyar Királyság területén, de Csehszlovákia megalakulása előtt a folyamat önkéntes volt. A szlovákosítás ezen korai formája jól megfigyelhető a nemesség magánlevelezésében. Egy másik példa az első világháborút megelőző szlovákosításra a nagylévárdi habánok, egy hutterita közösség asszimilálása a szlovákságba, melyre a 16. században került sor.
A gyors és erőszakos szlovákosítás Csehszlovákia megalakulása után kezdődött meg, amikor a szlovák nemzet fennállása során először került irányító szerepbe. A trianoni békeszerződés az országhatárt a szlovák–magyar nyelvhatártól jóval délebbre állapította meg, Edvard Benešék szándékos félrevezető interpretálása következtében színmagyar területeket csatoltak az újonnan megalakult országhoz.
Csehszlovákia megalakulása után megnyíltak a korábban betiltott szlovák tannyelvű iskolák, és újakat is alapítottak. Bár eleinte a kisebbségek iskolái megmaradtak, számuk folyamatosan csökkent. Szemben az 1921-ben működött 845-tel, az 1925/26-os tanévben már csak 806 magyar tannyelvű elemi iskola nyitotta meg kapuit. A pozsonyi magyar egyetemet közvetlenül Csehszlovákia megalakulása után bezárták.
Az 1910-es népszámlálás szerint a mai Szlovákia területén 884 309 magyar anyanyelvű ember élt, ami az akkori lakosság 30,29%-át tette ki. Ezzel szemben 2011-ben 458 467 személy vallotta magát magyarnak, ami a lakosság 8,49%-a. Ez a százalékarány három és félszeres csökkenését jelenti, miközben a magyarajkú lakosság közel a felére csökkent 100 év alatt. Az első szlovákiai népszámlálás, amelyre 1919-ben került sor, már csak 689 565 magyart rögzített (a lakosság 23,59%-a). Az 1921-es első csehszlovák népszámlálás szerint Szlovákia területén 650 597 magyar élt, a lakosság 21,68%-a. Az 1930-as csehszlovák népszámlálás idején már csak 571 952 fő vallotta magát magyarnak. Az ebben az időben végzett népszámlálások helyességét sokan megkérdőjelezték. Erre példák a Kassán kapott adatok. A népszámlálások szerint a város lakosságának 15-20%-a volt magyar; ennek ellenére a választásokon a magyar pártok a szavazatok 35-45%-át kapták meg a városban. A magyarok számának meghatározását nehezíti, hogy magas volt a kétnyelvűek, valamint a szlovák és magyar identitással is rendelkező lakosok száma, akik szlováknak és magyarnak is vallhatták magukat.
A Csehszlovákia megalakulását követő években sok magyar nemzetiségű tanár, vasutas, postás, rendőr, katona és hivatalnok kényszerült önként Magyarországra költözni, mivel posztjukra cseh vagy szlovák nemzetiségű emberek kerültek. A Magyarországra költözők száma ismeretlen, de a népszámlálások adatai a magyar kisebbség hirtelen csökkenését jelzik. Számos tanárt és köztisztviselőt kiutasítottak Csehszlovákiából, míg mások a nehéz körülmények miatt távoztak. Az otthonukat így elhagyni kényszerülő családokra példa Hamvas Béla, valamint Szent-Györgyi Albert családja. A Csehszlovákiából és Romániából érkező menekültek száma olyan nagy volt, hogy teljesen új lakótelepeket kellett létrehozni a számukra (Mária-Valéria telep, Pongrácz-telep). Ezek több tízezrek számára adtak új otthont.

#### Magyar emlékek, jelek és elemek eltüntetése

Csehszlovákia nyelvi térképe (1930)

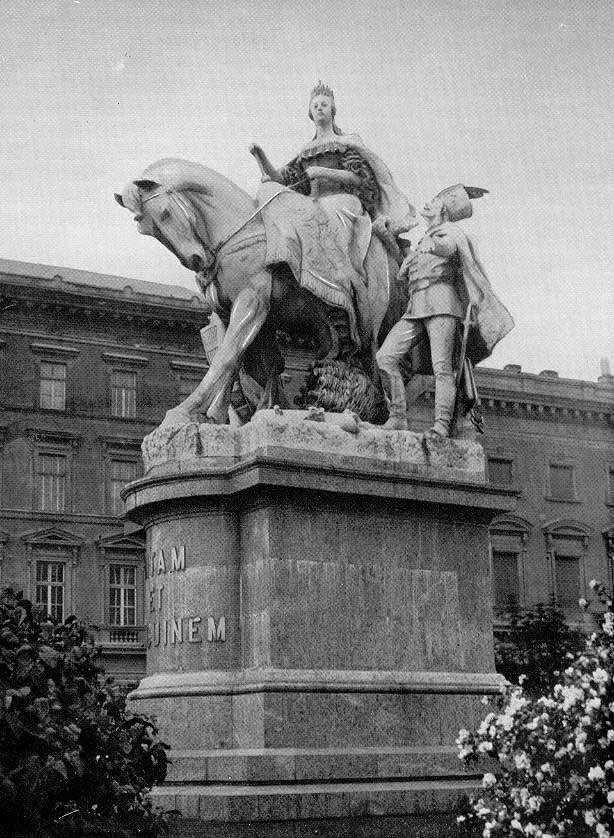
A pozsonyi Mária Terézia-szobor 1921 előtt…

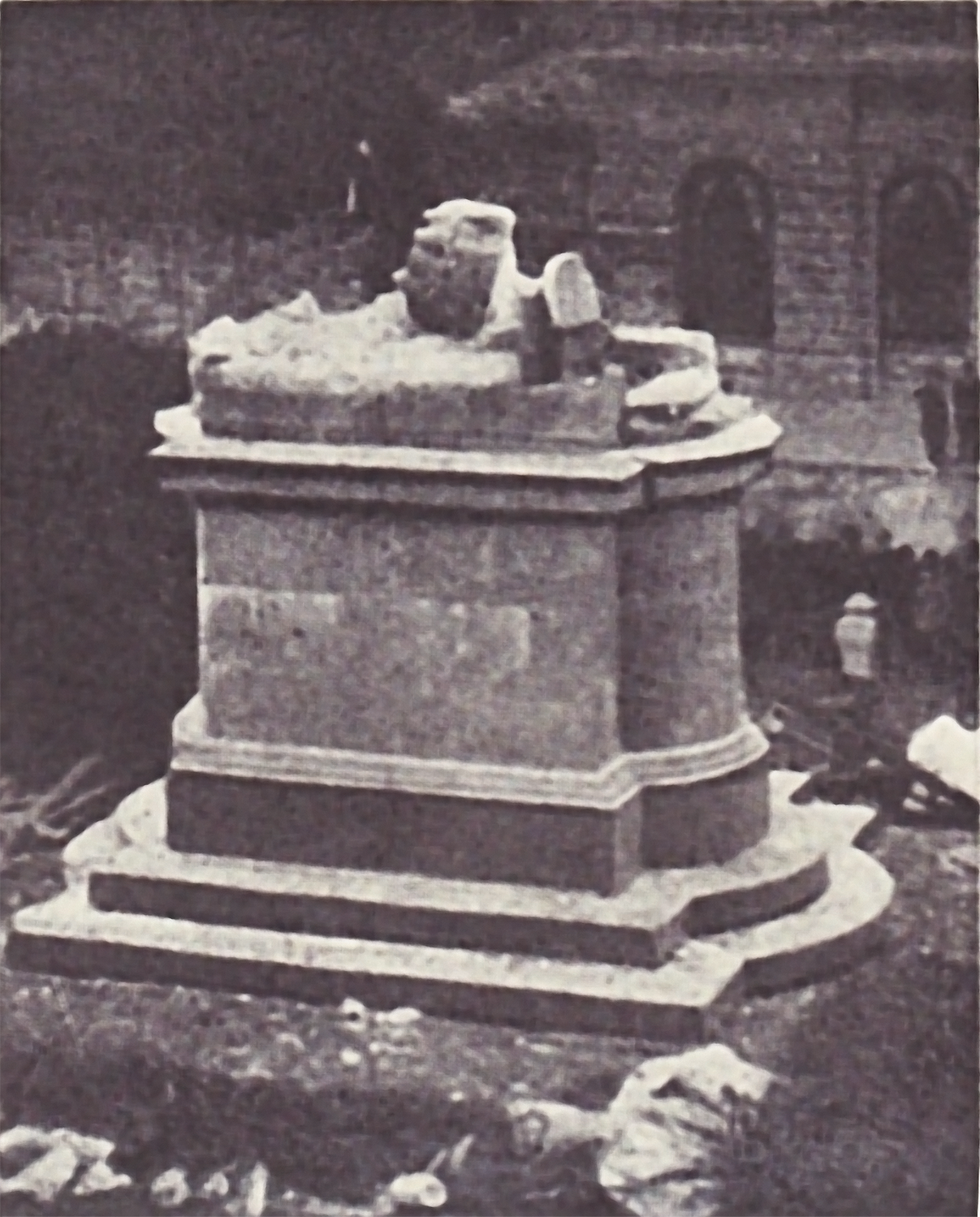
… és közvetlenül ledöntése után

A monarchia alatt a cseh és szlovák lakosságon belül elharapózott a magyarellenesség, ami Csehszlovákia megalakulása után is megmaradt. Ez az érzés leginkább Pozsonyban (ekkor Pressburg, nem sokkal később nevezték át Bratislavára) jelent meg. A város új zsupánja (ispán) Samual Zoch lett, vezetése idején bezárták az Erzsébet Tudományegyetemet, Csehszlovákia egyetlen magyar tannyelvű egyetemét, a professzorokat pedig a rendőrség megfélemlítette, közvetlenül Csehszlovákia megalakulása után. A professzorok és a diákok nagy része ekkor Budapestre költözött (az egyetemet Pécsett alapították újra). Zoch korábban így nyilatkozott: „De a nemzetiségi kérdés csak akkor lesz megoldva teljesen, amikor erkölcsi közfelfogásunk a nemzeti elnyomást úgy fogja elítélni, amint elítéli a vallási kérdést.”
Pozsonyban a feszültség tovább nőtt, amikor a csehszlovák légió tagjai sortüzet adtak le a teljhatalmú miniszter pozsonyi bevonulása ellen békésen tüntetőkre. A sortűzben heten vesztették életüket, és huszonhárman sebesültek meg. Ezek a katonák fontos szerepet játszottak a magyar és Habsburg szobrok és emlékművek ledöntésében vagy megrongálásában is.
A magyarellenesség másik megnyilvánulása az Osztrák–Magyar Monarchia és a Magyar Királyság neves alakjait ábrázoló szobrok és emlékművek gyűlölete volt. A Csehszlovák Nemzeti Bizottság nemzeti érzelmű képviselői már 1920-ban ezek ledöntését követelték. A gyűlölet azonban nemcsak a szobrokat érintette: Poprádon és feltehetően más városokban magyar könyveket égettek. Ezzel egyidőben több szobrot is elpusztítottak: a dévényi Árpád-szobrot és a millenniumi emlékművet is felrobbantották. Mária Terézia magyar királynő pozsonyi szobrát is ledöntötték, valamint megrongálták Kossuth Lajos rozsnyói, losonci, dobsinai és érsekújvári szobrait is. Ugyanerre a sorsa jutott a breznóbányai II. Rákóczi Ferenc-szobor, és még sok másik emlékmű. A szobrok ledöntését szinte minden esetben a csehszlovák légió tagjai követték el. A rendőrség és a kormány tétlenül nézte a történéseket, és csak azután avatkozott közbe, hogy a csőcselék német vállalkozók boltjait is megrongálta. A magyarokat és más kisebbségeket kizárták az alkotmányozó gyűlésből, nehogy bármilyen befolyásuk legyen a csehszlovák alkotmányra. A kisebbségek jogot kaptak anyanyelvük használatára a hivatalokban és a bíróságokon ott, ahol a lakosság legalább 20%-át ők tették ki. A választókerület-manipuláció és a lakosságcserék következtében azonban a magyarok csak kis számban képviseltethették magukat a Nemzeti Bizottságban, így nem lehettek befolyással a csehszlovák politikára. Ugyanezen okokból azonban a szlovák értelmiség politikai ereje is korlátozva volt.

### A második világháború hatása

#### Törekvések egy magyaroktól mentes Csehszlovák állam létrehozására
1945-ben, a második világháború végével újból megalakult Csehszlovákia, a csehszlovák politikusok célja pedig a német és magyar kisebbség etnikai tisztogatások útján való eltávolítása lett Csehszlovákia területéről. Mindkét kisebbségre háborús bűnösként tekintettek, mivel képviselőik, mint például Konrad Henlein és Esterházy János és anyaországaik hozzájárultak Csehszlovákia háború előtti feldarabolásához (müncheni egyezmény és első bécsi döntés). Ahogy Edvard Beneš, Csehszlovákia második elnöke mondta:
Ezután a háború után szó sem lehet az első világháború utánihoz hasonló kisebbségi jogokról ebben az államban. Miután megbüntettük az államellenes bűnözőket, a németek és magyarok nagy részének el kell hagynia Csehszlovákiát. Ez a határozott álláspontunk… A mieink nem élhetnek együtt a németekkel és a magyarokkal a szülőföldünkön.

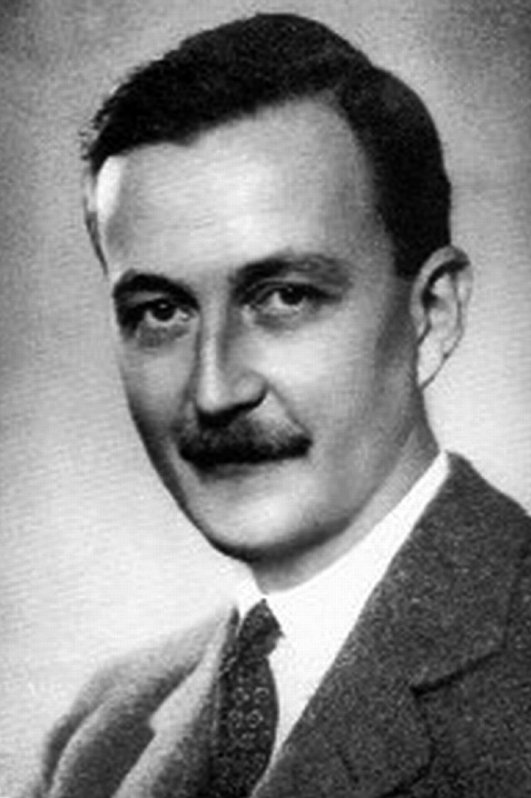
Esterházy János, aki Szlovákiában még mindig háborús bűnösnek számít, miután a bíróság elutasította rehabilitációját

A háború utolsó évében Edvard Beneš, a csehszlovák emigráns kormány feje a csehszlovákiai kisebbségi kérdés megoldására törekedett, amit a német és magyar kisebbség kitelepítésében vagy asszimilálásában látott, mivel ők jelentették a legnagyobb akadályt a csehszlovák nemzetállam kialakítása előtt. Az ötlet, hogy a szlovákiai magyarságot el kell pusztítani, hosszú ideig uralta a csehszlovák nemzetiségi politikát. Eközben Klement Gottwald, Csehszlovákia Kommunista Pártjának főtitkára egy másik kormányt alapított Moszkvában. 1945 áprilisában Gottwald és Beneš Kassán találkoztak, ahol megalapították az új csehszlovák kormányt, a Nemzeti Frontot. Ez a csehszlovák kommunisták és nem-kommunisták koalíciója volt, melynek tagjai egyetértettek abban, hogy Csehszlovákiából nemzetállamot kell létrehozni.
Nem sokkal később, az Össz-szövetségi Kommunista (bolsevik) Párt Központi Bizottságának felügyelete alatt a Nemzeti Front meghirdette a kassai kormányprogramot. A program kihirdetése után az újdonsült Csehszlovákia német és magyar nemzetiségű lakosságának az üldözés különböző fajtáival kellett szembenéznie: kitiltás, deportálás, internálás, bírósági eljárások, állampolgárság-megvonás, a magánvagyon elkobzása, munkaszolgálatok, és a „reszlovakizációnak” (visszaszlovákosítás) nevezett kényszerű nemzetiségváltoztatás. A magyar kérdéssel elsősorban a kormányprogram VIII., XI. és XV. pontja foglalkozik. A VIII. pont megvonta a magyar és német nemzetiségűek állampolgárságát. A XI. pont elrendelte a magyar és német tulajdonú földterületek elkobzását, míg a XV. pont a kisebbségi iskolák bezárásáról rendelkezett.
Azok közül a német és magyar nemzetiségű polgárok közül, akik az 1938-as müncheni döntés előtt csehszlovák állampolgársággal rendelkeztek, a Csehszlovák Köztársaság elismeri a náciellenes és antifasiszta személyek állampolgárságát. Számukra biztosítja a visszatérést a köztársaságba. Ők azok, akik már München előtt aktív küzdelmet folytattak Henlein és a magyar irredenta pártok ellen a Csehszlovák Köztársaság érdekében, s akiket München és március 15-e után a német és a magyar államhatalom üldözött, bebörtönzött vagy koncentrációs táborba juttatott (…) a Csehszlovák Köztársaság iránti hűségük miatt. (…) A többi német és magyar nemzetiségű csehszlovák állampolgár csehszlovák állampolgársága megszűnik. Ezek a polgárok újra optálhatnak Csehszlovákia javára, miközben a köztársaság hatóságai fenntartják maguknak minden kérelem egyéni elbírálásának jogát.

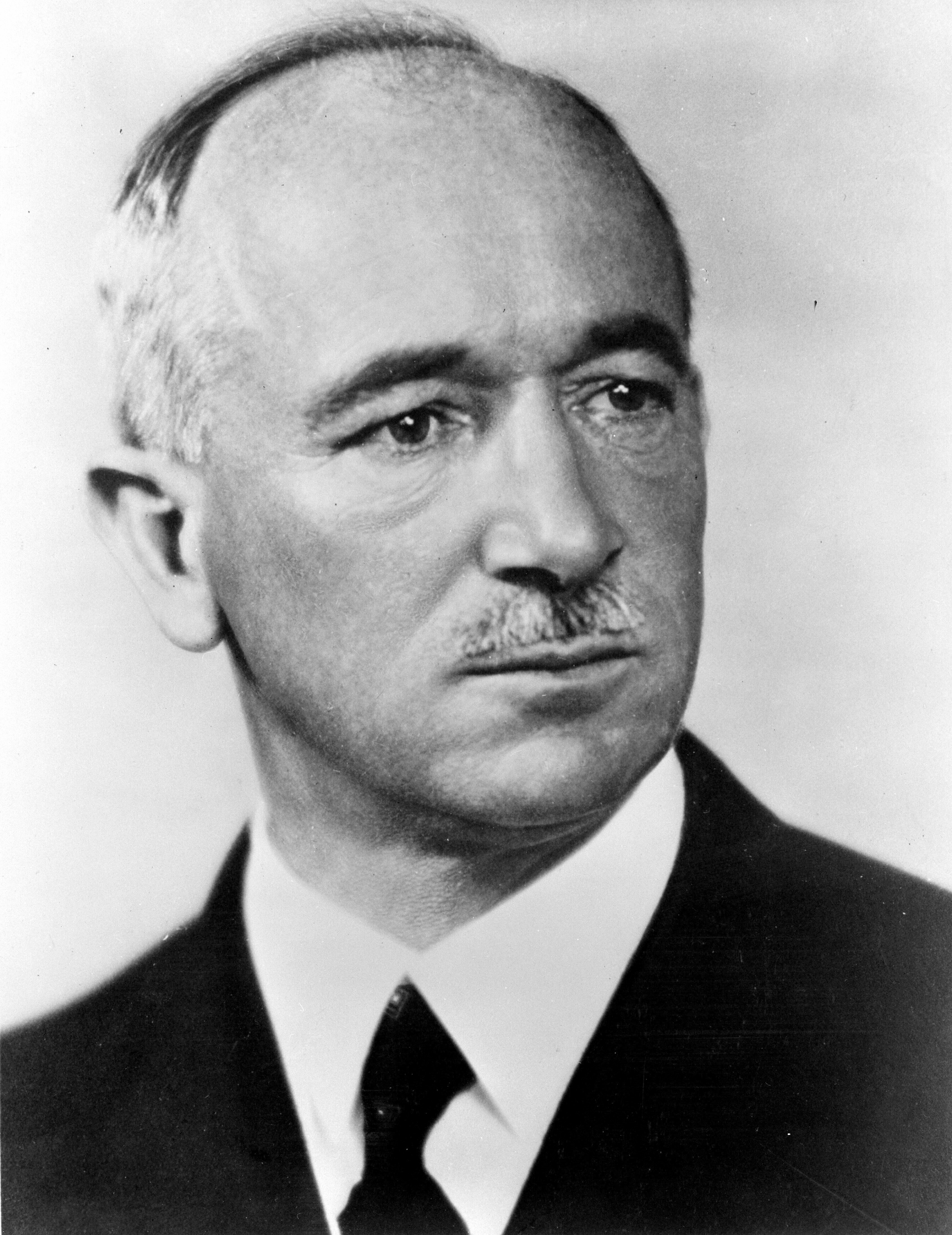
Edvard Beneš, Csehszlovákia második elnöke

Az 1948. május 9-én életbe lépett alkotmány a Csehszlovák Köztársaságot két egyenjogú szláv nemzetnek, a cseheknek és a szlovákoknak egységes államaként határozta meg, amely mentes minden ellenséges elemtől. A nemzetiségi politika főbb elemeiről a csehszlovák kommunista párt vezető beosztású tagjai, mint Klement Gottwald, Bohumír Šmeral, Jan Šverma és Václav Kopecký írtak. Gustáv Husák szerint: „Az elmúlt hét megpróbáltatásokkal teli év megváltoztatta a mi és a világ többségének véleményét a nemzetiségi politikáról. Ez a negyedik lecke, amit levonhatunk 1938 őszéből, a magyar és német kisebbségek bűne a Csehszlovák Köztársaság szétzúzásában, a lecke, amely Csehszlovákia lakosságának szenvedéséről tanúskodik, a lecke a béke fenntartása érdekében végrehajtandó lakosságcsere elkerülhetetlenségéről.”
Mivel a német és magyar kisebbség tagjai a háború előtt csehszlovák állampolgárok voltak, Benešnek dekrétumokban kellett megfosztania őket állampolgárságuktól. 1945-ben Edvard Beneš államfő 33. dekrétumban fosztotta meg a német és magyar nemzetiségű lakosokat az állampolgárságuktól, kivéve azokat, akik rendelkeztek antifasiszta múlttal. Csehszlovákia fenntartotta álláspontját, mely szerint a békeszerződésben rendelkezni kell arról, hogy „Magyarország saját állampolgáraiként fogadja be azokat a magyarokat, akik elvesztették csehszlovák állampolgárságukat, és hogy ezek az emberek Magyarország területén telepedjenek le, értük pedig a határátlépés pillanatától Magyarország a felelős.”

#### A magyarok erőszakos kitelepítése

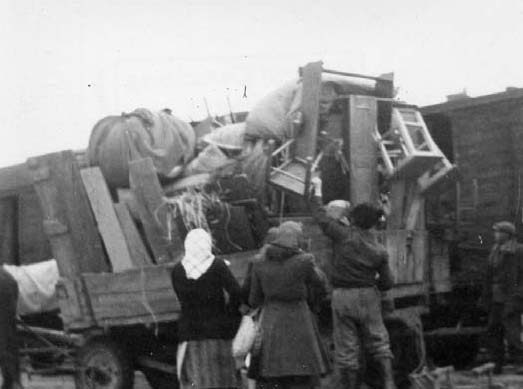
Kitelepített gútai magyarok Mladá Boleslavban, 1947 februárjában

A több mint 700 ezres magyar kisebbség áttelepítésének tervét már Kassán célul tűzték ki, majd a tervet a Nemzeti Front újra megerősítette. Ennek ellenére a kitelepítés csehszlovák tervének sikere a nagyhatalmaktól függött. 1943-ban, már jóval a háború vége előtt, Beneš rendelkezett az Egyesült Államok, Nagy-Britannia és a Szovjetunió jóváhagyásával Csehszlovákia német és magyar lakosságának kitelepítéséről. A háború végén azonban, Beneš valós terveit látva az amerikai és brit vezetők elutasították azt. Ez a terv azonban beleillett Sztálin közép-európai terveibe, így 1945. március 21-én Molotov biztosította Benešt a Szovjetunió támogatásáról. Zdeněk Fierlinger informálta a csehszlovák kormányt arról, hogy „Sztálin teljes mértékben pozitívan viszonyul az átköltöztetést illető követeléseinkhez. Megengedi, hogy Németországba, Magyarországra és bizonyos szinten Ausztriába telepítsük a kisebbségeket.” A potsdami konferencián kötött megállapodás értelmében lehetővé vált a csehszlovákiai németek kitelepítése, de a teljes magyar lakosság kitelepítésének terve végül elbukott. A háború utáni csehszlovák kormány megpróbálta a magyar lakosságra is alkalmazni a potsdami egyezményt, de a nyugati hatalmak elutasították az elképzelést, akárcsak Csehszlovákia Magyarországgal szembeni követeléseit. A magyar kormány tiltakozott a csehszlovákiai magyarság kilakoltatása ellen, és a szövetségesek közbeavatkozását követelte. Amikor a csehszlovák kormány tagjaiban tudatosult, hogy elvesztették a nyugati hatalmak támogatását, amelyek a Magyarországgal való tárgyalásokat sürgették, egy belső megoldáshoz folyamodtak: a magyar kisebbség felszámolása szlovákosítás és szlovákok magyar területekre való betelepítése által.
| „                                                                                           | Emlékszem a magyarok iránti gyűlölet egyre növekvő hullámaira, elsősorban a háború utáni évekből, amikor a saját kis szlovák bosszúnkra figyeltünk, megfeledkezve bármilyen politikai kapcsolatról vagy vallásról, amikor képesek voltunk megállapodni Benešsel, amennyiben elegendő magyart telepített át a szudéta területekre, amikor nem kollaboránsokként üldöztük a magyarokat, hanem mint nemkívánatos ellenségeket, amikor nemcsak a magyarokat gyűlöltük, hanem a nyelvüket is. Alázatosan bocsánatot kell kérnünk minden szlovák gaztettért, a szenvedésért, amit az egyes magyaroknak okoztunk. | ” |
| – Vladimír Mináč, Csehszlovákia Kommunista Pártjának tagja, a Matica slovenská elnöke; 1990 | |   |

„Ha kidobunk hárommillió szudéta németet, talán betelepíthetnénk ide 300 000 magyart.”, írta Clementisnek Vorosilov marsall.
A #071/1945 és #88/1945 számú dekrétumok lehetővé tették a csehszlovák vezetésnek az emberek munkaszolgálatba hívását. Munkaszolgálatnak álcázva megkezdődött a dél-szlovákiai magyarok áttelepítése a frissen kiürített cseh határterületekre, valamint birtokaik elkobzása. A tranzitvonatokat „önkéntes mezőgazdasági munkások” jelöléssel látták el. A valós cél Dél-Szlovákia nemzetiségi összetételének megváltoztatása volt. Ezt a módszert Karel Kaplan cseh történész „belső kolonizációnak” nevezte. Szerinte a belső kolonizáció „politikai célja a magyar lakosság elköltöztetése a határ közeléből, és a magyar kisebbség területi egységének megbontása volt. Ez a kolonizáció egy azonnali gazdasági céllal is bírt: az elnéptelenedett területeket munkaerővel töltötte meg.”
1946 júliusa és augusztusa között a „szlovák mezőgazdasági munka a cseh földek megsegítéséért” szlogen alatt további magyarokat költöztettek Csehország nyugati részébe. Összesen 40, 45 vagy 50 ezer magyart telepítettek Csehországba, az egykor szudéta németek által lakott területekre. Vagyonukat elkobozta az állam. A Szlovák Nemzeti Levéltár adatai szerint összesen 41 666 magyart költöztettek ki Dél-Szlovákiából.
Az otthonukban maradt magyarok erős asszimilációs törekvések célpontjai lettek.
|                                                 |                                              | Járások | Magyarok száma (1930)(1) | Kitelepített magyar családok száma | Kitelepített magyarok száma |
| ----------------------------------------------- | -------------------------------------------- | ------- | ------------------------ | ---------------------------------- | --------------------------- |
| 1                                               | Somorja (ma a Dunaszerdahelyi járás része)   | 27 030  | 767                      | 3951                               |                             |
| 2                                               | Dunaszerdahelyi járás                        | 39 070  | 698                      | 3551                               |                             |
| 3                                               | Komáromi járás                               | 53 154  | 1483                     | 6694                               |                             |
| 4                                               | Galántai járás                               | 41 474  | 874                      | 3972                               |                             |
| 5                                               | Vágsellyei járás                             | 28 431  | 694                      | 2931                               |                             |
| 6                                               | Érsekújvári járás                            | 19 625  | 313                      | 1391                               |                             |
| 7                                               | Ógyalla (ma a Komáromi járás része)          | 36 940  | 966                      | 3960                               |                             |
| 8                                               | Párkány (ma az Érsekújvári járás része)      | 39 483  | 1008                     | 3956                               |                             |
| 9                                               | Zselíz (ma a Lévai járás része)              | 24164   | 864                      | 3282                               |                             |
| 10                                              | Lévai járás                                  | 12 190  | 198                      | 675                                |                             |
| 11                                              | Nagykürtösi járás                            | 11 023  | 97                       | 437                                |                             |
| 12                                              | Feled (ma a Rimaszombati járás része)        | 25 195  | 547                      | 2156                               |                             |
| 13                                              | Rozsnyói járás                               | 14 767  | 100                      | 380                                |                             |
| 14                                              | Szepesség                                    | 16 737  | 83                       | 390                                |                             |
| 15                                              | Királyhelmec (ma a Tőketerebesi járás része) | 24 514  | 116                      | 590                                |                             |
| 16                                              | together                                     | 448 481 | 9610                     | 41 666                             |                             |
| (1) az 1930-as csehszlovák népszámlálás alapján |                                              |         |                          |                                    |                             |

#### Magyar–szlovák lakosságcsere
A csehszlovák vezetés ragaszkodott az ország teljes „megtisztításához” és az összes magyar deportálásához. A szövetségesek megelőzték az egyoldalú kiutasítást, ehelyett a kisebbségi kérdés tárgyalásokkal való megoldását javasolták. Ennek következtében a csehszlovák kormány több mint 40 000 magyart telepített át a cseh határvidékre, amivel kiváltotta az Egyesült Államok és Magyarország tiltakozását. Magyarország felvetette a magyar többségű területek visszacsatolását (ezeket az 1938-as első bécsi döntés értelmében megkapta, de az 1947. február 10-ei párizsi békeszerződések érvénytelenítették azt). Csehszlovákia az ajánlatot elutasította. Ezt követően Csehszlovákia a kétoldalú lakosságcserét szorgalmazta, amivel megszabadult volna a magyar kisebbségtől, ugyanakkor szlovákokat hoztak volna az országba. Ezt a tervet a magyar fél eleinte elvetette. Ugyanakkor a magyarok Csehországba telepítésének egyik célja a lakosságcsere kierőszakolása volt. Nem sokkal később a magyar vezetés felismerte, hogy a nyugati hatalmakat nem érdekli a magyar kisebbség sorsa, és nem fognak gátat szabni a deportálásoknak (az 1947-ben aláírt békeszerződés nem tett semmilyen lépést a kisebbségek védelmében). Ezek között a körülmények között Magyarország 1946. február 26-án, Budapesten aláírta a kétoldalú egyezményt Csehszlovákiával. A magyar kormány az egyezség létrejöttét nagy kudarcnak tartotta. Az egyezményt Vladimír Clementis és Gyöngyösi János csehszlovák, illetve magyar külügyminiszterek írták alá. A csehszlovák kormány 250 000 magyar áthelyezését tervezte, de végül 44 129-45 475, főleg tehetős vállalkozó, árus, farmer és értelmiségi hagyta el Dél-Szlovákiát. Ezzel szemben 71 787 vagy 73 200 magyarországi szlovák települt be Dél-Szlovákiába. A Magyarországot elhagyó szlovákok önkéntesen jelentkeztek, míg a csehszlovákiai magyarokat erőszakkal deportálták, tulajdonaikat pedig elvették tőlük. Az a 30 000 magyar is elhagyta Csehszlovákiát, akik 1938 után költöztek erre a területre, tehát korábban nem voltak csehszlovák állampolgárok. Ennek oka az volt, hogy a Beneš-dekrétumok értelmében nem kaphattak nyugdíjat, valamint szociális és egészségügyi ellátásban sem részesülhettek. Összesen 89 660 magyar érkezett Csehszlovákiából Magyarországra 1945 és 1949 között. Az új otthonukkal való elégedetlenségük okán a Csehszlovákia területére érkező szlovákok fele nem sokkal később visszatért Magyarországra.
| A lakosságcserére kijelölve                                  | Személyek száma         |
| ------------------------------------------------------------ | ----------------------- |
| Az egyezmény V. pontja értelmében                            | 105 047 (27 718 család) |
| Az egyezmény VIII. pontja értelmében                         | 65 200 (23 552 család)  |
| Áttelepítve                                                  | Személyek száma         |
| Az egyezmény V. pontja értelmében                            | 45 475                  |
| Háborús bűnösök, az egyezmény VIII. pontja értelmében        | 2905                    |
| "R" transzport                                               | 1034                    |
| Az egyezmény életbelépése előtt                              | 11 837                  |
| A felszabadítástól a csehszlovák adminisztráció beiktatásáig | 10 196                  |
| Az egyezmény életbelépése után, de attól függetlenül         | 11 057                  |
| Az egyezmény életbelépése után                               | 1083                    |
| Oroszvárból                                                  | 73                      |
| Önkéntesen                                                   | 6000                    |
| Összesen                                                     | 89 660                  |

#### Reszlovakizáció
1946-ban a csehszlovák kormány újabb, a magyar kisebbség eltörlését célzó módszert kezdett alkalmazni, a reszlovakizációt, mely a szlovák nemzetiség kikényszerített felvételét jelentette. A szlovák belügyi biztos 1946. június 17-én rendelte el a reszlovakizációs program megkezdését. Ez a program azon a csehszlovák feltételezésen alapult, hogy valójában nem is éltek magyarok Dél-Szlovákiában, csak a magyar uralom alatt „elmagyarosodott” szlovákok. Ahogy Anton Granatier, az Áttelepítési Iroda tisztviselője mondta: „A szlovákok és csehek nemzetállama akarunk lenni, és azok is leszünk. Ez a monumentális program magába foglalja a reszlovakizációt, amely már egész Szlovákia területén életbe lépett! Ennek keretein belül minden magát szlováknak valló eldöntheti, hogy szlovák szeretne lenni, annak minden következményével, vagy az állampolgárság nélküliek sorsában szeretne osztozni.” 1945 tavaszán és nyarán, több dekrétumban megfosztották a magyarokat a tulajdonuktól, minden polgárjoguktól és állampolgárságuktól. Magyarország a szlovák kisebbségnek egyenértékű jogokat adott, és ezt a megoldást kérte Csehszlovákiától is. Mivel a szlovákiai magyarokat több jogtól is megfosztották, és diszkrimináció célpontjai lettek, nagy nyomás alá kerültek, hogy nemzetiségüket hivatalosan is szlovákra változtassák. Ha ezt nem tették meg, elestek a nyugdíjtól, a társadalmi és egészségügyi ellátástól. 400 000 magyar kérte, végül 344 609 kapta meg a reszlovakizációs igazolást a Központi Reszlovakizációs Bizottságtól, ezzel együtt pedig csehszlovák állampolgárok lettek. Ennek következtében a szlovákiai magyarok száma 350 ezerre csökkent. Orosz archívumok adatai szerint 1949 elején 20 000 magyar tartotta magát szlováknak, a szlovák történészek szerint pedig 360 000 magyar változtatta nemzetiségét szlovákra. A magyar lakosság körében a félelem olyan mértékű volt, hogy az 1950-es népszámláláson mindössze 354 532-en vallották magukat magyarnak, és csak tíz év után, a reszlovakizációs program visszavonása után nőtt a kisebbség száma 518 782-re.
A reszlovakizációs program egyik jellemzője volt, hogy a „reszlovakizált” magyarok nem vették komolyan a nemzetiségük megváltozását, mivel lehetetlen valakit arra kényszeríteni, hogy megtagadja kultúráját és anyanyelvét. Egy szlovák újságíró így írt a „reszlovakizált” Érsekújvárról:
Érsekújvár magyar lakosságának 80%-a reszlovakizált… Ezzel szemben áll az a tény, hogy Érsekújváron alig hallani szlovák szót. Sosem találhatjuk meg ezt a 80% szlovákot. Csak néhány kormányalkalmazott beszél szlovákul itt vagy ott. Mi történt a reszlovakizált emberekkel?

#### 1948 októbere után
Edvard Beneš politikai színtérről való eltűnése után a csehszlovák kormány 1948. április 13-án kibocsátotta a 76/1948 számú dekrétumot, amely megengedte a Csehszlovákia területén maradt magyaroknak a csehszlovák állampolgárság megszerzését. Egy évvel később 1945 után újra megnyíltak a magyar tannyelvű alapiskolák, habár a Szlovákia területén maradt magyaroknak továbbra is nagyon erős asszimilációs törekvésekkel kellett megküzdeniük. Moszkvába olyan panaszok is érkeztek, amelyek szerint magyar gyerekeket erőszakkal írattak be szlovák iskolákba.
A legtöbb szlovákosított magyar visszavette eredeti magyar nemzetiségét. Ennek következtében a Reszlovakizációs Bizottság 1948 decemberében beszüntette tevékenységét.
A szlovákiai magyarok ügyének lezárását ígérő cseh és szlovák vezetés még 1948-ban is remélte, hogy sikerül deportálni a magyarokat Szlovákia területéről. Egy 1948-as felmérés szerint a szlovák lakosság 55%-a támogatta a magyar kisebbség „áthelyezését” (deportálását), 24%-uk válaszolt „nem tudommal”, 21% pedig ellenezte az áttelepítést. Az osztályellenségek elleni harc szlogenjei alatt 1948 és 1949 alatt is folytatódott a magyarok szétszórása. 1949 októberére 600 magyar család deportálását készítették elő.
Végül 1949. Július 25.-én a csehszlovák és magyar delegációk aláírták a Strbai protokollt, amely lezárta a magyar és csehszlovák vitákat, és elrendelte a deportált magyarok kártalanítását.

#### A kitelepítések mai megítélése
2002-ben, Szlovákia és Magyarország uniós csatlakozása előtt, Orbán Viktor a Beneš-dekrétumok hatályon kívül helyezését követelte, de az Európai Parlament kijelentette, „a dekrétumok nem jelentenek leküzdhetetlen akadályt a csatlakozás előtt”. Monika Beňová-Flašiková szlovák politikusnő azzal vádolta a magyar politikusokat, hogy „revansista” politikájukkal destabilizálhatják Európát. Ezt követően a szlovák parlament magyar tagjai a kitelepítések áldozatainak kártalanítását és szimbolikus bocsánatkérést követeltek. Válaszként a szlovák többség 2007 szeptemberében megerősítette a Beneš-dekrétumokat.

### A szocializmus alatt
Csehszlovákia (ekkor egy szocialista ország) 1989 elején a következő magyar intézményeket finanszírozta: 386 óvodát, 131 általános iskolát, 98 középiskolát, 2 színházat, 1 kifejezetten magyar könyvkiadót (további 6 könyvkiadót, amely magyar irodalmat is nyomtatott) és 24 újságot és magazint. Az első szlovákiai magyar tannyelvű egyetem csak 2004-ben nyílt meg: a komáromi Selye János Egyetem.
A Minorities at Risk Project szerint:
A szocialista rezsim alatt a szlovák nacionalizmust visszafogta az erősen centrális prágai rezsim. Az 1968-as fordulat azonban több lehetőséget nyitott meg a szlovák nacionalizmus előtt. Az asszimiláció magába foglalta az oktatás gyors ütemű szlovákosítását, a magyar helységneveket jelző táblák eltávolítását, a magyar nyelv kitiltását a hivatalokból, intézményekből és munkahelyekről, valamint a magyar nevek szlovákosítását. A legjelentősebb kirekesztő ok a magyar kisebbség számára azonban a csehszlovák rendszerbe való integrálódás és a nyelv megtanulásának megtagadása volt. A folyékony nyelvtudás nélkül gazdasági és politikai esélyeik erősen korlátozottak voltak.

### Az önálló Szlovákia létrejötte óta
A kommunizmus alatt a magyar kisebbség kérdését Csehszlovákián belül a szlovákok saját ügyének tartották, éppen ezért minden hivatalos úton ignorálták. A kommunizmus bukása után azonban felerősödtek a nemzeti érzelmek, és eltűnt a nemzetek szocialista egyenjogúságának ideológiája. Csehszlovákia felbomlását követően Szlovákiában egy nemzeti öntudatot újradefiniáló folyamat kezdődött meg.
Vladimír Mečiar miniszterelnöksége alatt a populizmus és a nacionalizmus terjedésével, valamint a törvényen kívüli intézkedések bevezetésével a független Szlovákia közel került az autoritarizmushoz. Mečiar a magyar kisebbséget okolta Szlovákia rossz gazdasági helyzetéért. Több cikk és könyv tartalmazott magyarellenes propagandát, és a magyarokat tették felelőssé az első szlovák állam felbomlásáért, és a szlovák nemzet ezeréves elnyomásáért.

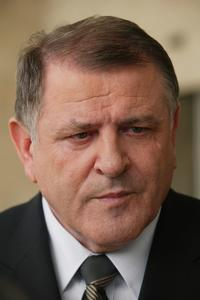
Vladimír Mečiar, Szlovákia egykori miniszterelnöke

Szlovákia közigazgatási határainak újbóli megszabásakor a magyar politikusok két modellt javasoltak, ezek az ún. komáromi javaslatok. Az első javaslat a magyar többségű szlovákiai járások teljes etnikai autonómiáját vázolta fel, míg a másik a magyar kisebbség főbb központjait összetartó három dél-szlovákiai megye létrehozását tartalmazta. Habár ehhez hasonló területi egység 1918 előtt is létezett, a Magyar Koalíció Pártja által javasolt határok kis mértékben eltértek. A felvázolt régió Dél-Szlovákia jelentős részét magába foglalta volna, aminek célja egy közigazgatási egység létrehozása volt a kisebbségben lévő magyarság számára. A magyar politikusok és értelmiségiek egyetértettek abban, hogy egy ilyen közigazgatási egység elengedhetetlen a magyar kisebbség hosszútávú fennmaradásához. A szlovák kormány mindkét indítványt elutasította. Ehelyett egy nyolc, észak-déli járásból álló felosztást választott, amivel meggyengítették a magyar kisebbség választási erejét. Duray Miklós szlovákiai magyar politikus szerint „Szlovákia adminisztratív felosztása a választókerület-manipuláció jegyében zajlott. Az 1991-ben kialakított közigazgatási rendszer 17 elsődleges és 2 másodlagos magyar többségű egységgel rendelkezett. Az 1996-os törvény felszámolta ezt a rendszert. Az újraalkotott közigazgatási rendszerben mindössze két elsődleges körzet rendelkezett magyar többséggel (Dunaszerdahelyi járás és Komáromi járás). Továbbá 8 másodlagos közigazgatási körzetet alakítottak ki, ebből ötben 10-30%-os a magyar kisebbség aránya. 1998-ban ezek a körzetek saját magukat kezdik igazgatni, és a magyar kisebbség egész biztosan csak kis mértékben szólhat bele a járások irányításába.” Miután a kerületek 2002-ben megkapták az önrendelkezés jogát, a Nyitrai kerületben a Magyar Koalíció Pártja szerezte meg a hatalmat, más kerületekben pedig az irányító koalíció tagja lett.

#### Nyelvhasználat
A szlovák függetlenség elnyerése előtt a nyelvhasználattal kapcsolatban két fő kérdés fogalmazódott meg: a női nevek nem szlovákosított használatának joga és a kétnyelvű utcanévtáblák használata. A nem szlovák nemzetiségűeket is arra kötelezték, hogy a nők vezetéknevéhez hozzácsatolják a szlovák -ová ragot. A kisebbség tagjainak a személynév megválasztását is korlátozták, mivel csak egy megszabott listáról fogadtak el keresztneveket. Tíz évig tartó vita után a második Dzurinda-kormány eltörölte ezeket a korlátozásokat.
Szlovákia alkotmánya kijelenti, hogy a Szlovák Köztársaság területén az állam nyelve a szlovák. Ugyanakkor az alkotmány több különféle jogot adott meg a kisebbségeknek, beleértve a nyelvhasználat jogát. Ezeket az intézkedéseket 2001-ben megerősítették. A kisebbségek nyelvhasználati jogát olyan nemzetközi szerződések ismerték el, mint A regionális vagy kisebbségi nyelvek európai kartája (Szlovákia 2001-ben ratifikálta). Az 1992-es alkotmány 34. cikkelye kimondja, hogy „A nemzetiségi kisebbségekhez vagy etnikai csoportokhoz tartozó állampolgároknak biztosítva van a saját anyanyelvükön való művelődés joga, nyelvük hivatali érintkezésben való használatának a joga és a jog részt venni a nemzetiségi kisebbségeket és etnikai csoportokat érintő közügyek megoldásában.” Ezek a szabályozások magas szintű védelmet nyújtanak, de nem garantálják a kisebbségeknek járó jogok érvényesítését. A legtöbb esetben a jogfosztás oka a szabályozások törvényként való elismerésének hiánya. Ez történt 1992 és 1998 között (a Mečiar-kormány idején). A magyar nyelv hivatalokban való használatának tiltását már 1990-ben követelték a szlovák nacionalisták. Végül a Mečiar-kormány keresztülvitt egy törvényt, amely korlátozta a kisebbségi nyelvek hivatalokban való használatának jogát. A szlovák parlament elfogadta a 270. számú törvényt, amely 1996. január 1-jén lépett életbe. Ez a törvény hatálytalanította a sokkal toleránsabb, 1990-ben elfogadott 428. számú törvényt. Az 1995-ös törvény kihangsúlyozta a szlovák nyelv fontosságát a szlovák nemzet és államiság számára, megteremtve a kizárólagos egynyelvűséget. Az új törvény nagyban korlátozta a kisebbségi nyelvek használatát, köztük a magyarét, amely addig kétnyelvű táblákon és iskolai bizonyítványokon is szerepelt. Duray szerint „A hivatalos nyelvtörvény megadta a törvényes keretet a szlovák nyelv kizárólagos használatára nemcsak a hivatalokban, hanem a mindennapi kereskedelemben, az egyházi szervezetekben, és olyan területeken is, amit magánszférának tartanak, mint például a beteg és orvos közti kommunikáció.” 1999-ben a Dzurinda-kormány elfogadta a 184. számú törvényt, a kisebbségi nyelvek használatáról. Ez a törvény újból bevezette a kétnyelvű iskolai bizonyítványokat, és engedélyezte a kisebbségi nyelvek használatát azokon a településeken, ahol a kisebbség aránya meghaladta a 20%-ot, valamint engedélyezte a kétnyelvű táblákat. Ezen túl hatályon kívül helyezték a 10. bekezdést, amely megtiltotta a szlováktól eltérő nyelvű üzletkötést, és szerződések írását. Ennek ellenére a törvény csak a hivatalos kapcsolat nyelvhasználatát szabályozza, így nem írta felül az 1996-os törvény kultúrát, iskolákat és médiát érintő részeit.
Az oktatásban való nyelvhasználat is gyakori vitákat váltott ki az állam és a magyar kisebbség között. A kétnyelvű oktatás az általános és középiskolákban jelenleg engedélyezett. Ennek ellenére az anyanyelven tanítható tantárgyak listája vitatott. Az 1998-as választások előtt (a Mečiar-kormány alatt) a kormány azt is felvetette, hogy egyes tantárgyakat csak „szlovák származású” tanárok taníthassanak, ezzel biztosítva, hogy a magyar többségű területen élő szlovákok is bekerülhessenek a szlovák közéletbe. Duray szerint „1997. március 12-én az oktatásügyi államtitkár egy körlevelet küldött az oktatási körzetek vezetőinek a következő szabályozásokkal: a magyar iskolákban a szlovák nyelvet kizárólag anyanyelvi tanárok taníthatják. Ugyanez a szabály vonatkozik a nem szlovák iskolákra a földrajz és történelem tanításában. (Az államtitkár később a „kizárólag” szót „főleg”-re cserélte.) Azokon a területeken, ahol a magyar közösség aránya meghaladja a 40%-ot, a szlovák iskolák tanárai pótbért kapnak. Minden közösségben, ahol nincs iskola vagy nincs szlovák iskola, nyitható szlovák iskola, de magyar nem.” Az 1998-as tanév végén sok magyar tanuló adta vissza bizonyítványát, mivel az csak szlovák nyelvű volt.
2003-ban 295 magyar általános iskola és 75 középiskola volt. Nagy részükben a magyar volt a tanítás nyelve, 35 általános iskola és 18 középiskola volt kétnyelvű.

#### Az első Fico-kormány

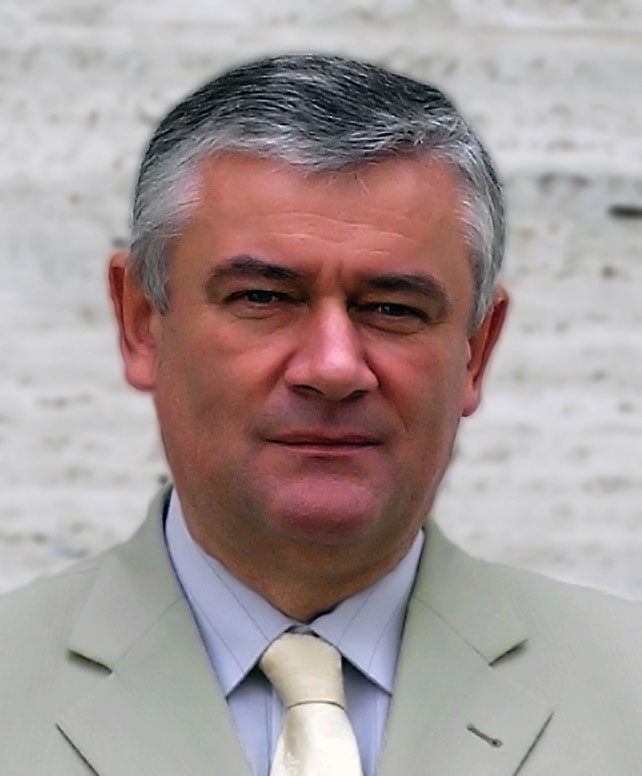
Ján Slota, az SNS egykori elnöke, több magyarellenes megjegyzést tett

A 2006-os szlovákiai parlamenti választás után a Ján Slota által vezetett Szlovák Nemzeti Párt (SNS) tagja lett Robert Fico koalíciós kormányának. Augusztusban több incidens rontotta Magyarország és Szlovákia kapcsolatát. Mindkét oldal médiája Slota magyarellenes kijelentéseit tette felelőssé a nemzetiségi kapcsolatok megromlásáért. Az egyik legvitatottabb eset Malina Hedvig ügye, akit ismeretlenek megtámadtak, miután hallották, hogy telefonján magyarul beszélt.
2007. szeptember 20-án a szlovák parlament szentesítette a Beneš-dekrétumokat, melyek törvényesítették a magyarok és németek háború utáni meghurcoltatását és kitelepítését.
2008-ban a Szlovákiai katolikus egyház átalakította az egyházmegyerendszert. A korábbi hat helyett nyolc egyházmegyét hoztak létre. A reform előtt a magyar többségű Csallóköz, Mátyusföld és Ipolymente is a Pozsony-Nagyszombati főegyházmegyéhez tartozott, most négy különböző egyházmegye részei. Ez a magyar katolikus hívek és papok nemtetszését váltotta ki. Mindamellett a reformot a félreinformált Vatikán vezette be, nem a Szlovák Köztársaság.
2008-ban Ján Mikolaj (SNS) oktatásügyi miniszter több változtatást szorgalmazott a szlovákiai magyar iskolákban. Az új oktatásügyi törvény értelmében az addig anyanyelvként oktatott magyar nyelvet idegen nyelvnek tekintik, ezzel csökkentik az óraszámát. A magyar iskolákban csak szlovákról fordított, államilag engedélyezett tankönyveket használhatnak. 2008 októberében a magyar szülők és tanárok visszaküldték az Oktatásügyi Minisztériumba a magyar tankönyveket, mivel azok csak a szlovák földrajzi neveket tartalmazták, ezzel megszegve a kisebbségi nyelvhasználat törvényét. 2008 novemberben Robert Fico miniszterelnök megígérte, hogy a szlovákiai magyar tankönyvek körüli problémák megoldásra kerülnek. Ennek ellenére Ján Slota a későbbiekben is a nyelvtanilag helytelen változatot támogatta (szlovák helységnevek a magyar szövegben, amelyeket a magyar megnevezés követ zárójelben).
A szlovák hatóságok elutasították egy magyar hagyományőrző egyesület bejegyzését, mivel tartalmazta a Kárpát-medence kifejezést. Dušan Čaplovič szerint a kifejezés és a szervezet a szlovák függetlenség ellen van, a kifejezés fasiszta, közel áll a német Lebensraumhoz, és a magyarok ebben a kontextusban használják. 2009. szeptember 1-jén több mint tízezer magyar tüntetett az új nyelvtörvény ellen, amely korlátozta a kisebbségi nyelvek használatát Szlovákiában. Az új jogszabályok értelmében a legtöbb nyilvános helyzetben, az állami hivatalokban és intézményekben a kommunikáció nyelve csak a szlovák lehet, más nyelv használata ilyen esetekben minimum 100, maximum 5000 eurós bírságot vonhat maga után.
Nem sokkal a 2010-es választások előtt a parlament elfogadta az ún. hazafias törvényt, amely többek között előírta, hogy minden tanterembe ki kell helyezni a szlovák címert, zászlót és az alkotmány preambulumát. A törvényt a későbbi Radičová-kormány megváltoztatta. 2010 májusában a kormány javaslatára a parlament módosította az állampolgársági törvényt, válaszul a határon túli magyarok számára könnyített állampolgársági lehetőséget biztosító magyarországi törvényre. Az új jogszabály nem ismerte el a kettős állampolgárságot, mindenki elveszti szlovákiai állampolgárságát, aki más ország állampolgára lesz.
A szlovák közélet kifejezetten magyarellenes megnyilvánulásainak száma a 2010-es választások előtt tetőzött, amikor több párt is rejtetten vagy nyíltan magyarellenes szlogenekkel kampányolt. A jelenleg hatalmon lévő Smer óriásplakátjain a „Hatalmat adtak az MKP-nak! Újra megteszik!” felirat is megjelent, jelezve, hogy az MKP-val közös kormányzás veszélyes lehet. Az SNS még tovább ment, és nyíltan magyarellenes plakátokat rakott ki országszerte, a magyar többségű területeken is. A párt kampánya próbálta veszélyforrásnak beállítani Magyarországot és a magyarságot, mivel szerintük Szlovákiát bármikor elfoglalhatja Magyarország. Egyik plakátjuk például magyar színekben ábrázolta a szlovák zászlót.

#### Magyar kisebbségi pártok
A Magyar Közösség Pártja magyar és a Most–Híd vegyes etnikumú párt küzd a magyarok jogaiért a szlovák politikában. 1993 óta mindig volt magyar párt a szlovák parlamentben. 2013-ra a magyar pártok 10 éven keresztül voltak kormánypártok Szlovákia 20 éves fennállása alatt.

## Okos historizmus
Miután Robert Fico meghirdette az „okos historizmus” gondolatát, a történelemkönyveket újraírták a „nemzeti büszkeség szellemében”. Ezt Krekovič, Mannová és Krekovičová, másokkal egyetemben történelemhamisításnak tartják. Ilyen típusú történelemmásítások a Nagymorva Birodalom ősszlovák államként való ábrázolása, maga az ősszlovák kifejezés, valamint régi szokások szlovákoknak való tulajdonítása. Az elgondolást Szlovákiában több kritika érte, mivel egyetlen komoly kiadvány sem használja az ősszlovák kifejezést, ami mindenféle bizonyítékot nélkülöz. Miroslav Kusý szlovák politológus szerint Fico „a történelem hamis ábrázolásával erősíti a nemzettudatot”.

## Ruszinok
Az Eperjesi kerület nemzetiségi kapcsolatrendszere (is) összetett és változékony. A ruszinok (korábban rutének, szlovákul Rusnáci), szlovákok és magyarok hosszú időn át tartó együttélése, a nem-ruszin nemzetek többségi helyzete mellett a ruszinok nyelvi „szlovákosodásához” vezetett, míg néhány területen (elsősorban délen és a városokban) magyarosodtak. Mindkét esetben megtartották azonban vallásukat (görögkatolikus). 1920-ig a szlovák anyanyelvű görögkatolikusok egy átmeneti közösséget alkottak, szoros kapcsolattal a ruszinokhoz (vallásuk és szokásaikon keresztül) és a szlovákokhoz is (nyelvükön keresztül). Számuk folyamatosan nőtt, ahogy egyre több ruszin fordult a szlovák nyelvhez. A ruszinok szlovákosítása felerősödött a csehszlovák irányítás alatt. A görögkatolikusok és ortodoxok egyre nagyobb számban vallották magukat szlováknak. A ruszinok számának meghatározása nagyon nehéz, mivel mind a magyar, mind a csehszlovák népszámlálások pontatlan adatokkal szolgáltak, de nagyjából 50-100 ezer ruszin élhetett a mai Szlovákia területén. A népszámlálási adatokból következik, hogy a ruszinok számának csökkenésére nemcsak a szlovákosítás, hanem a ruszinok Csehországba való költözése is nagy hatással volt.
1918. december 23-án a Károlyi-kormány törvényt fogadott el Ruszka-Krajna autonóm terület létrehozásáról. Ezen magyar törekvésekkel párhuzamosan 1918 végén megindultak az ukrán érzelmű szerveződések is. Kőrösmezőn 1918. november 9-én kikiáltották az ún. Hucul Köztársaságot. Eközben ukrán csapatok is betörtek Kárpátaljára. Az ukránok többsége ma is nemzetük részének tekinti a ruszinokat. A magyar kormány semleges álláspontot tanúsított, azt remélve hogy a csehszlovák, román, ukrán, sőt lengyel csapatok egymással is összetűzésbe kerülnek. Így Kárpátalja megszállásakor (is), csak kevés helyen történt katonai ellenállás magyar részről. A magyar érdekek Kárpátalján a részben román, majd csehszlovák csapatok megszállásával értek véget. 1919. május 8-án csehszlovák megszállás alatt ültek össze a néptanácsok képviselői az ungvári vármegyeházán. A népgyűlésen mondták ki a Csehszlovákiához való önkéntes csatlakozást. Ezen terület azonban nemzetközi jogi értelemben, de facto 1919. szeptember 10-i Saint-Germain-en-Laye-i szerződéssel került Csehszlovákiához.
A ruszinokra gyakorolt szlovák nyomás 1919 után felerősödött, miután Kárpátalja is Csehszlovákia része lett. A ruszinok és ukránok szlovákosítása a Szlovák Néppárt programjának része volt. Míg a párt együttműködött a magyar kisebbséggel, addig bármiféle ruszin közeledést elutasított. Ebből kifolyólag a ruszin politikusok a cseh pártok felé nyitottak, amelyek semlegesen álltak hozzá a ruszin kérdéshez.